# Баттл-Граунд (Індіана)
Баттл-Граунд (англ. Battle Ground) — місто (англ. town) в США, в окрузі Тіппікану штату Індіана. Населення — 1838 осіб (2020).

## Географія
Баттл-Граунд розташований за координатами 40°30′25″ пн. ш. 86°51′7″ зх. д. / 40.50694° пн. ш. 86.85194° зх. д. (40.506978, -86.852052).  За даними Бюро перепису населення США в 2010 році місто мало площу 2,24 км², уся площа — суходіл. В 2017 році площа становила 2,64 км², уся площа — суходіл.

## Демографія
Згідно з переписом 2010 року, у місті мешкали 1334 особи в 500 домогосподарствах у складі 378 родин. Густота населення становила 596 осіб/км².  Було 530 помешкань (237/км²).
Расовий склад населення:
| - 98,2 % — білих - 0,2 % — чорних або афроамериканців - 0,2 % — азіатів - 0,1 % — корінних американців |

До двох чи більше рас належало 0,4 %. Частка іспаномовних становила 2,1 % від усіх жителів.
За віковим діапазоном населення розподілялося таким чином: 27,3 % — особи молодші 18 років, 63,4 % — особи у віці 18—64 років, 9,3 % — особи у віці 65 років та старші. Медіана віку мешканця становила 38,1 року. На 100 осіб жіночої статі у місті припадало 93,6 чоловіків;  на 100 жінок у віці від 18 років та старших — 88,7 чоловіків також старших 18 років.
Середній дохід на одне домашнє господарство  становив 87 451 долар США (медіана — 73 750), а середній дохід на одну сім'ю — 93 146 доларів (медіана — 83 631). За межею бідності перебувало 8,2 % осіб, у тому числі 9,5 % дітей у віці до 18 років та 5,4 % осіб у віці 65 років та старших.
Цивільне працевлаштоване населення становило 612 особи. Основні галузі зайнятості: освіта, охорона здоров'я та соціальна допомога — 37,3 %, виробництво — 16,2 %, мистецтво, розваги та відпочинок — 9,3 %, будівництво — 8,0 %.